# Olaus Rudbeck
Olaus Rudbeck, conosciuto anche col nome di Olof Rudbeck il Vecchio, per distinguerlo dal figlio, e occasionalmente col nome latinizzato Olaus Rudbeckius (Västerås, 13 settembre 1630 – 12 dicembre 1702), è stato uno scienziato e scrittore svedese, professore di medicina all’Università di Uppsala e per molti anni magnifico rettore della stessa.

## Biografia
Era figlio del vescovo Johannes Rudbeckius, cappellano personale del re Gustavo II Adolfo di Svezia, e padre di Olof Rudbeck il Giovane, divenuto nobile nel 1719.

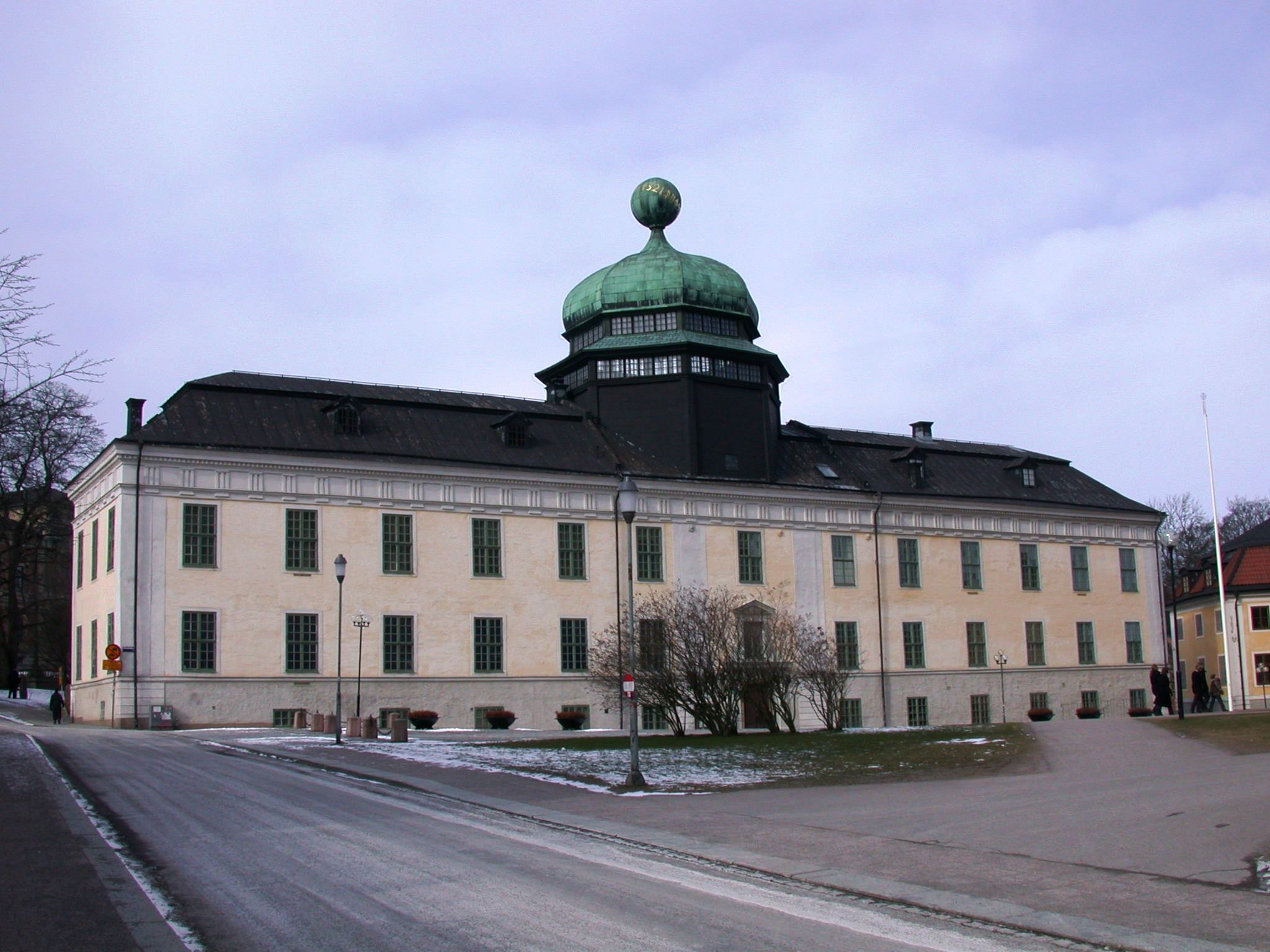
Il Gustavianum (Uppsala)

Rudbeck fu uno dei primi scopritori del sistema linfatico nel 1651, quand'era ancora giovane, assicurandosi così il successo della sua precoce carriera. Per facilitare i suoi studi di anatomia umana, fece costruire in una cupola sulla cima del Gustavianum, l'edificio dell'università, una sorta di teatro anatomico, dove le sezioni dei cadaveri potevano svolgersi di fronte agli studenti. Questa cupola è rimasta in piedi, ed è tutt'oggi uno dei monumenti più famosi di Uppsala. 
Rudbeck fu attivo in molte aree scientifiche, inclusa l'astronomia, e lasciò molte tracce ancora visibili nell'odierna Uppsala. Si diceva anche che avesse una voce potente, che faceva di lui un ottimo cantante, e pare fosse fornito di un temperamento molto deciso. 

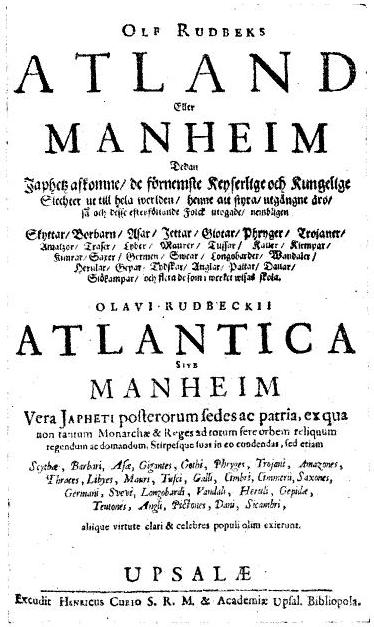
Frontespizio di Atlantica, 1700 circa

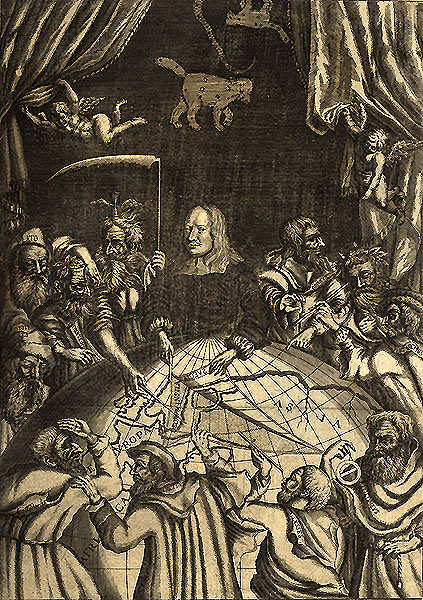
Olaus Rudbeck svela ai suoi "predecessori" Esiodo, Platone, Aristotele, Apollodoro, Tacito, Odisseo, Tolomeo, Plutarco e Orfeo la "verità" su Atlantide. Da Atland eller Manheim, 1679-89.

Rudbeck, inoltre, diventò importante anche sul piano letterario nel suo tempo. La Svezia aveva acquistato una posizione di grande potere in Europa, e com'era in uso a quei tempi, c'era bisogno di una giustificazione intellettuale per questo potere. Rudbeck, seguendo in parte tale scopo nazionalistico, tra il 1679 e il 1702 scrisse Atlantica (Atland eller Manheim), un poderoso trattato in quattro volumi di 3000 pagine dove sosteneva che la Svezia era la perduta Atlantide, la culla della civiltà, e lo svedese era la lingua di Adamo da cui si sarebbero evoluti latino ed ebraico. La sua opera fu criticata da diversi autori scandinavi, tra i quali il professore danese Ludvig Holberg e lo scrittore e medico Andreas Kempe, autori entrambi di satire basate sugli scritti di Rudbeck. 
La sua opera fu successivamente utilizzata da Denis Diderot nella voce "Etymologie" nella sua Encyclopédie come un esempio ammonitore di come si possa sbagliare facendo collegamenti tra etimologia e storia mitica. Ma alcuni teorici ripresero le ipotesi di Rudbeck, modulandole in base alle conoscenze loro attuali: uno fra questi fu l'astronomo e letterato Jean Sylvain Bailly il quale si ispirò certamente a Rudbeck nell'affermare l'esistenza di un'antichissima civiltà nordica tecnologicamente e scientificamente avanzata, assimilabile ad Atlantide, che abitava i territori siberiani e che aveva istruito e colonizzato tutti i principali popoli dell'antichità (come gli Indiani, i Cinesi, gli Egizi e i Greci).
Rudbeck fu anche il portavoce di un movimento culturale, a sfondo patriottico, chiamato goticismo.
Rudbeck fu chiamato "il primo svedese che fece una scoperta scientifica". Molte delle sue opere andarono tuttavia perdute nell'incendio che devastò Uppsala nel 1702. Durante quest'incendio fu proprio Rudbeck a organizzare la gente della città, urlando gli ordini dal tetto della sua casa bruciata. Poco dopo Rudbeck morì.
Alfred Nobel fu un suo discendente da parte della figlia, Wendela, che sposò uno degli ultimi studenti del padre, Peter Olai Nobelius.